# Cornificia
Cornificia (160-212) fue una noble romana conocida por ser la hija del emperador Marco Aurelio y su esposa, la emperatriz romana Faustina la Menor. Era hermana de la futura emperatriz romana Galeria Lucila y del emperador romano Cómodo. Cuando nació, sus padres le pusieron ese nombre en honor de su tía Annia Cornificia Faustina.

## Biografía
Se casó con el político romano Marco Petronio Sura Mamertino (cónsul en 182) y posteriormente con Lucio Didio Marino. En el año 212 el emperador Caracalla ordenó su ejecución, cuando la mujer contaba con 52 años. La manera en que murió es descrita por el historiador Dión Casio, que refleja la dignidad de su educación.

"Estas fueron sus últimas palabras: Pobre de mi, infeliz alma atrapada en un cuerpo indigno. Seguiré mi camino, mostrándoos que soy hija de Marco Aurelio. Tras este discurso se quitó sus joyas, se abrió las venas y murió".

Tras su muerte, no quedó vivo ninguno de los hijos de Marco Aurelio y Faustina.